# Achill Sound
Achill Sound, nome del decisamente meno diffuso ma ufficiale in gaelico irlandese Gob an Choire, è il primo centro abitato che si incontra su Achill Island, nel Mayo, dopo aver attraversato il Michael Devitt Bridge dalla penisola di Corraun.
Il villaggio ha una popolazione di circa 300 persone ed è situato in una zona gaeltacht.